# کولشوشارد
کولشوشارد (به مجاری:  Külsősárd) یک منطقهٔ مسکونی در مجارستان است که در ناحیه لنتی واقع شده‌است.